# Plate
Plate település Németországban, Mecklenburg-Elő-Pomeránia tartományban. Lakosainak száma 3391 fő (2023. december 31.).

## Népesség
A település népességének változása:
| Lakosok száma | 3343 | 3324 | 3312 | 3307 | 3391 |
|               | 2017 | 2019 | 2021 | 2022 | 2023 |